# Colpo gobbo all'italiana
Colpo gobbo all'italiana è un film del 1962 diretto da Lucio Fulci.

## Trama
Orazio è un metronotte romano la cui vita scorre tranquilla senza problemi, conosce ormai tutti i ladruncoli del quartiere che ogni notte controlla e ormai ogni notte vive nella solita routine, finché un sabato notte, assiste alla lite tra un uomo e una donna francesi; intervenuto per sedarla accetta di accompagnare la donna al più vicino commissariato, allontanandosi dal quartiere, per sporgere denuncia. La donna però lo scarica a diversi km dal quartiere dicendo di averci ripensato. Tornato sul luogo di lavoro, scopre che la banca del quartiere è stata svaligiata e temendo le ripercussioni che sarebbero potute scaturire da ciò ad un passo dall'essere premiato per i dieci anni di onorata carriera va subito alla ricerca di un gruppo di ladruncoli del luogo per chiedere spiegazioni. Costoro però, perlopiù piccoli ladri di mezza tacca, si dichiarano estranei ad un colpo troppo grosso per gente come loro e preoccupati perché ciò avrebbe comportato l'arrivo in massa delle forze dell'ordine nel quartiere. Decisi ad aiutare Orazio a ritrovare i soldi prima della riapertura della banca il lunedì successivo, il gruppetto chiede aiuto a Nando Paciocchi, un ex ladro ora proprietario di un negozio di elettrodomestici, il quale, sia per non far tornare a galla un passato scomodo, sia per il fatto che in banca c'erano tutti i suoi risparmi, accetta di coordinare le ricerche. Nelle 24 ore successive il gruppo di improvvisati detective, partendo dalla supposizione che la donna francese facesse parte della banda e avesse allontanato Orazio dal quartiere per far entrare i complici in azione, riuscirà a scoprire i responsabili del colpo (soprattutto grazie al sacrificio di uno di loro, Fischio, che si farà arrestare per furto di portafogli, per avere informazioni in carcere) e con uno stratagemma ideato da Paciocchi si riprenderà l'intera refurtiva. La seconda parte del piano consiste nel riportare la domenica notte in banca i soldi che Paciocchi ha diviso per nasconderli a ciascuno degli altri, i quali - tra parenti ingordi e fidanzate che li mettono alla prova - riusciranno ad arrivare quasi tutti in banca (solo uno di loro non ha evitato che la moglie rubasse 10000 £ dal pacco, che saranno coperte da Paciocchi), per essere rimessi a posto. Mentre Orazio si occupa di controllare che nessuno li veda, Paciocchi assolda l'amico scassinatore Titillo per aprire la cassaforte, che Orazio aveva involontariamente richiuso quando aveva scoperto il furto, facendogli credere di voler scassinare lui la banca. Aperta la cassaforte e tenuto buono Titillo una volta svelata la verità, i soldi vengono rimessi a posto. La mattina dopo, alla riapertura della banca, nessuno si accorge di quanto accaduto. Orazio viene premiato per i 10 anni di onorata carriera e decide di invitare Paciocchi e gli altri a pranzo in trattoria per ringraziarli e chiede di portare noci e arance in carcere al povero Fischio.